# Lista de picos ultraproeminentes do Tibete, Extremo Oriente e regiões próximas
Esta é a lista dos 108 picos ultraproeminentes do Tibete, Extremo Oriente e regiões próximas. A montanha mais proeminente é o Yu Shan (3952 m de altitude e de proeminência), seguida pelo Gongga Shan (7556 m de altitude e 3642 m de proeminência). Note-se que esta lista exclui o Himalaia.

## CordilheiraKunlun
| N.º | Pico                                     | País  | Altitude (m) | Proeminência (m) | Colo (m) |
| --- | ---------------------------------------- | ----- | ------------ | ---------------- | -------- |
| 1   | Altun Shan                               | China | 5830         | 2528             | 3302     |
| 2   | Tekilik Shan                             | China | 5450         | 2316             | 3134     |
| 3   | Kangze Gyai                              | China | 5808         | 2231             | 3577     |
| 4   | Sulamutag Feng                           | China | 6245         | 2028             | 4217     |
| 5   | Dradullungshong                          | China | 6282         | 1960             | 4322     |
| 6   | Liushi Shan                              | China | 7167         | 1946             | 5221     |
| 7   | Ulugh Muztagh                            | China | 6973         | 1943             | 5030     |
| 8   | Aleke Tag                                | China | 6065         | 1923             | 4142     |
| 9   | Bukadaban Feng                           | China | 6860         | 1922             | 4938     |
| 10  | Sicha Xuefeng (Ak Tag)                   | China | 6748         | 1920             | 4828     |
| 11  | Ponto mais alto da Cordilheira Ayaliktag | China | 6130         | 1728             | 4402     |
| 12  | Sob Gangri                               | China | 6224         | 1674             | 4550     |
| 13  | Selik Gulam Muztag                       | China | 6691         | 1660             | 5031     |
| 14  | Mush Muztagh                             | China | 6638         | 1631             | 5007     |
| 15  | Kogantag                                 | China | 4800         | 1611             | 3189     |
| 16  | Ponto mais alto de Qilian Shan           | China | 5547         | 1593             | 4982     |
| 17  | Nan Shan                                 | China | 4880         | 1540             | 3340     |
| 18  | Ponto 5350                               | China | 5350         | 1537             | 3813     |
| 19  | Karakash Shan                            | China | 6510         | 1528             | 4982     |
| 20  | Chung Muztagh                            | China | 6962         | 1512             | 5450     |
| 21  | Qaidam Shan                              | China | 5759         | 1500             | 4259     |

## Tibete Ocidental e regiões vizinhas
| N.º | Pico             | País          | Altitude (m) | Proeminência (m) | Colo (m) |
| --- | ---------------- | ------------- | ------------ | ---------------- | -------- |
| 1   | Kangju Kangri    | Índia         | 6725         | 2147             | 4578     |
| 2   | Lunpo Gangri     | China         | 7095         | 1941             | 5154     |
| 3   | Shakangshan      | China         | 6822         | 1914             | 4908     |
| 4   | Bangong          | China         | 6260         | 1879             | 4381     |
| 5   | Nganglong Kangri | China         | 6720         | 1772             | 4948     |
| 6   | Ponto 6300       | Índia / China | 6300         | 1660             | 4640     |
| 7   | Shahi Kangri     | Índia         | 6934         | 1580             | 5354     |
| 8   | Kataklik Kangri  | Índia / China | 6897         | 1543             | 5354     |

## Sudeste do Tibete e regiões vizinhas
| N.º | Pico                 | País  | Altitude (m) | Proeminência (m) | Colo (m) |
| --- | -------------------- | ----- | ------------ | ---------------- | -------- |
| 1   | Gyala Peri           | China | 7294         | 2942             | 4352     |
| 2   | Bairiga              | China | 6882         | 2444             | 4438     |
| 3   | Nyainqentanglha Feng | China | 7162         | 2239             | 4923     |
| 4   | Sepu Kangri          | China | 6956         | 2213             | 4743     |
| 5   | Kawarani             | China | 5992         | 2018             | 3974     |
| 6   | Monte Genyen         | China | 6204         | 2000             | 4204     |
| 7   | Ponto 6327           | China | 6327         | 1863             | 4464     |
| 8   | Chola Shan           | China | 6168         | 1703             | 4465     |
| 9   | Ponto 6310           | China | 6310         | 1673             | 4637     |
| 10  | Bu Gyai Kangri       | China | 6328         | 1666             | 4662     |
| 11  | Ponto 6135           | China | 6135         | 1634             | 4501     |
| 12  | Nenang               | China | 6870         | 1630             | 5240     |
| 13  | Samdain Kangsang     | China | 6590         | 1614             | 4976     |
| 14  | Beu-tse              | China | 6270         | 1558             | 4712     |
| 15  | Geladandong          | China | 6621         | 1541             | 5080     |

## Montanhas YunlingdeYunnan

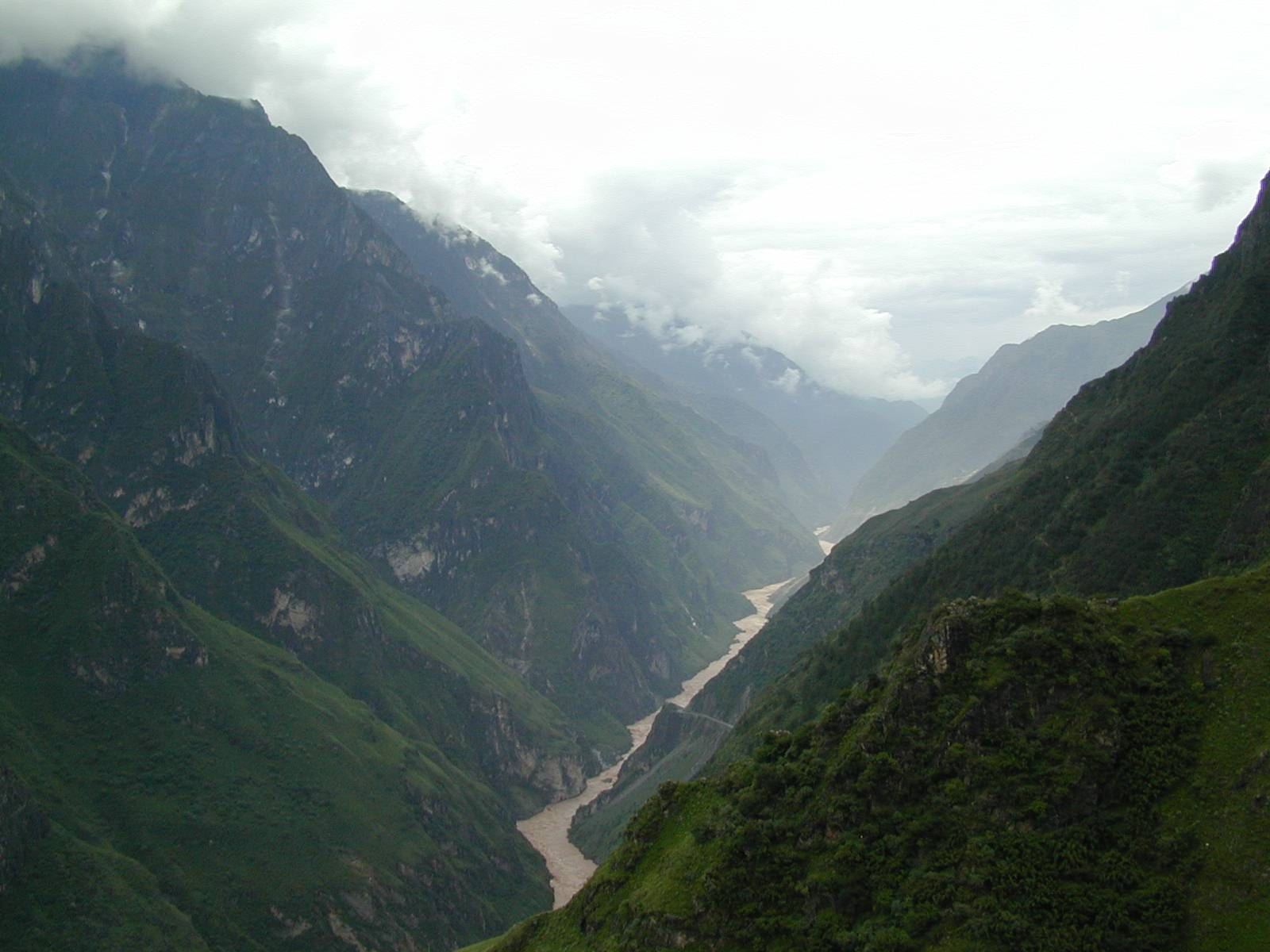
Montanha de Neve Dragão de Jade, República Popular da China

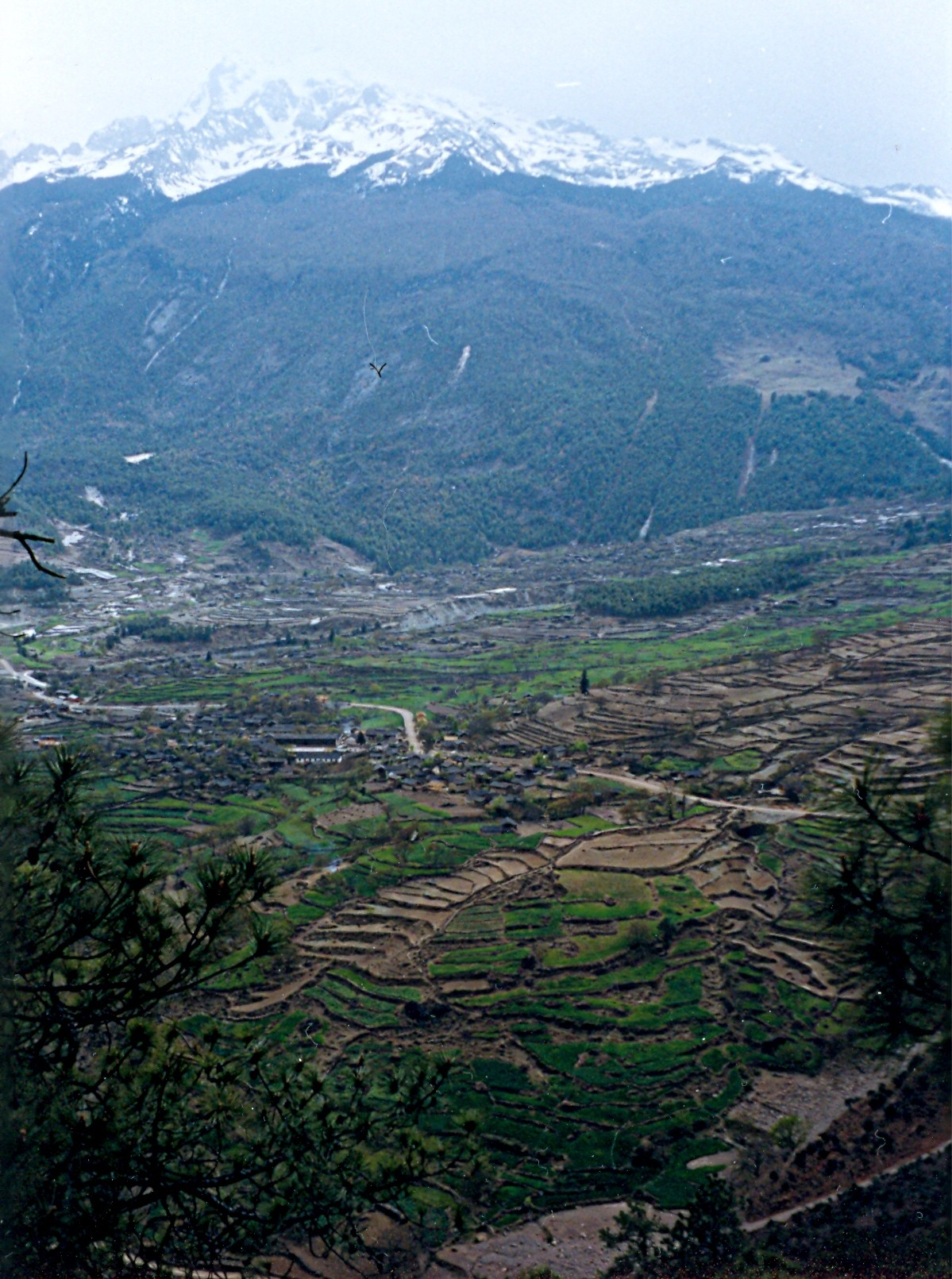
Haba Xueshan, República Popular da China

| N.º | Pico                              | País    | Altitude (m) | Proeminência (m) | Colo (m) |
| --- | --------------------------------- | ------- | ------------ | ---------------- | -------- |
| 1   | Montanha de Neve Dragão de Jade   | China   | 5596         | 3202             | 2394     |
| 2   | Ponto mais alto de Hung-Wang Shan | China   | 4330         | 2470             | 1860     |
| 3   | Kawagebo                          | China   | 6740         | 2232             | 4508     |
| 4   | Yao Shan                          | China   | 4050         | 1996             | 2054     |
| 5   | Ponto 5841                        | China   | 5841         | 1934             | 3907     |
| 6   | Hkaru Bum                         | Myanmar | 3677         | 1914             | 1763     |
| 7   | Xiannairi                         | China   | 6032         | 1878             | 4154     |
| 8   | Ponto 4030                        | China   | 4030         | 1837             | 4565     |
| 9   | Haba Xueshan                      | China   | 5396         | 1794             | 3602     |
| 10  | Ponto 4520                        | China   | 4520         | 1786             | 2734     |
| 11  | Damyon                            | China   | 6324         | 1759             | 4565     |
| 12  | Ponto 3480                        | China   | 3480         | 1750             | 1730     |
| 13  | Dabaicao Ling                     | China   | 3680         | 1738             | 1942     |
| 14  | Xuebang Shan                      | China   | 4260         | 1735             | 4565     |
| 15  | Ponto mais alto de Baxoila Ling   | China   | 6146         | 1721             | 4425     |
| 16  | Ponto 4911                        | China   | 4911         | 1690             | 3221     |
| 17  | Finchuiyanou Range                | China   | 3580         | 1590             | 1990     |
| 18  | Laotzyunshan                      | China   | 4500         | 1558             | 2942     |

## Montanhas DaxuedeSichuan
| N.º | Pico                                     | País  | Altitude (m) | Proeminência (m) | Colo (m) |
| --- | ---------------------------------------- | ----- | ------------ | ---------------- | -------- |
| 1   | Gongga Shan                              | China | 7556         | 3642             | 3914     |
| 2   | Jiuding Shan                             | China | 4969         | 2808             | 2161     |
| 3   | Yaomei Feng                              | China | 6250         | 2571             | 3679     |
| 4   | Huatou Jian                              | China | 4750         | 2223             | 2527     |
| 5   | Lamo-She                                 | China | 6070         | 2093             | 3977     |
| 6   | Monte Xuebaoding                         | China | 5588         | 2057             | 3531     |
| 7   | Ponto mais alto da cordilheira Dalyandun | China | 4041         | 1905             | 2136     |
| 8   | Ponto mais alto de Lunan Shan            | China | 4300         | 1760             | 2540     |
| 9   | Dapin Shan                               | China | 5412         | 1728             | 3684     |
| 10  | Jiankho Shan                             | China | 5300         | 1692             | 3608     |
| 11  | Jiaojin Shan                             | China | 5734         | 1681             | 4053     |
| 12  | Ponto 3030                               | China | 3030         | 1656             | 1374     |
| 13  | Jinping Shan                             | China | 4420         | 1630             | 2790     |
| 14  | Ponto 4260                               | China | 4260         | 1625             | 2635     |
| 15  | Haizi Shan                               | China | 5820         | 1578             | 4242     |
| 16  | Ponto 5744                               | China | 5744         | 1563             | 4181     |
| 17  | Yaoji Shan                               | China | 3590         | 1552             | 2038     |

## Montanhas Qine nordeste da China
| N.º | Pico                          | País  | Altitude (m) | Proeminência (m) | Colo (m) |
| --- | ----------------------------- | ----- | ------------ | ---------------- | -------- |
| 1   | Monte Taibai                  | China | 3750         | 2232             | 1518     |
| 2   | Ponto mais alto de Helan Shan | China | 3540         | 2098             | 1442     |
| 3   | Beitai Ding                   | China | 3061         | 1784             | 1277     |
| 4   | Tevodian                      | China | 2120         | 1597             | 523      |

## Sudeste da China

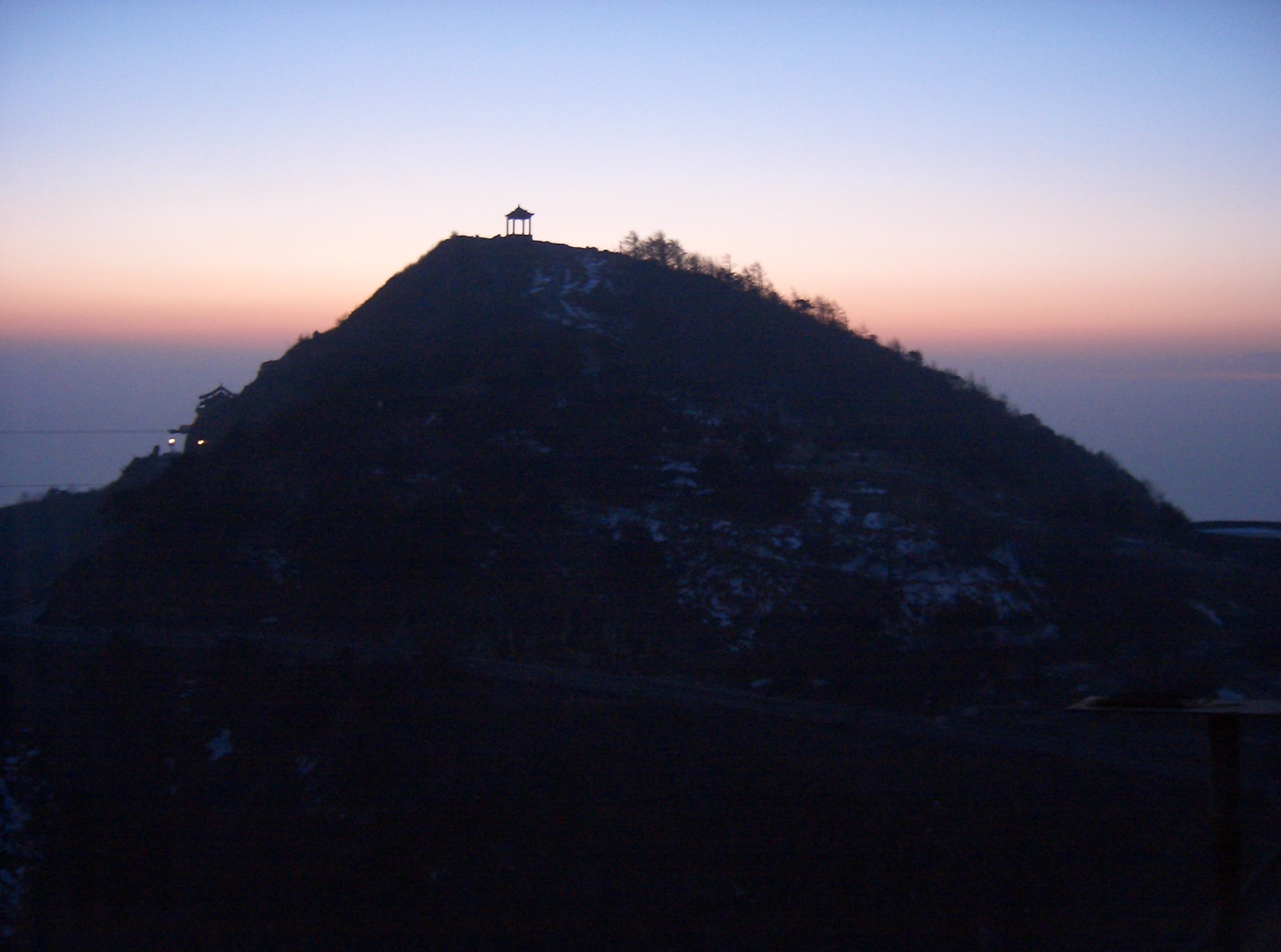
Monte Tai, República Popular da China

| N.º | Pico           | País           | Altitude (m) | Proeminência (m) | Colo (m) |
| --- | -------------- | -------------- | ------------ | ---------------- | -------- |
| 1   | Dashennongjia  | China          | 3100         | 2270             | 830      |
| 2   | Huanggang Shan | China          | 2170         | 1965             | 205      |
| 3   | Nanfengmian    | China          | 2140         | 1921             | 219      |
| 4   | Wuzhi Shan     | China (Hainan) | 1840         | 1840             | 0        |
| 5   | Shengtang Shan | China          | 1935         | 1785             | 150      |
| 6   | Fenghuang Shan | China          | 2570         | 1762             | 808      |
| 7   | Jiucai Ling    | China          | 2010         | 1735             | 275      |
| 8   | Lianhua Feng   | China          | 1864         | 1734             | 130      |
| 9   | Wugong Shan    | China          | 1920         | 1722             | 198      |
| 10  | Miao'er Shan   | China          | 2140         | 1647             | 493      |
| 11  | Monte Tianzhu  | China          | 1760         | 1642             | 118      |
| 12  | Bai Yi Zhai    | China          | 2323         | 1658             | 665      |
| 13  | Benjiwo        | China          | 1953         | 1625             | 328      |
| 14  | Jiuling Shan   | China          | 1790         | 1624             | 166      |
| 15  | Paishidin      | China          | 1895         | 1622             | 273      |
| 16  | Datian Ding    | China          | 1704         | 1609             | 95       |
| 17  | Yujing Feng    | China          | 1810         | 1596             | 214      |
| 18  | Ponto 1857     | China          | 1857         | 1574             | 283      |
| 19  | Daming Shan    | China          | 1785         | 1570             | 215      |
| 20  | Huangmao Jian  | China          | 1930         | 1530             | 400      |
| 21  | Baojie Ling    | China          | 1930         | 1530             | 400      |
| 22  | Qingliang Feng | China          | 1787         | 1521             | 266      |
| 23  | Monte Tai      | China          | 1545         | 1505             | 40       |

## Taiwan

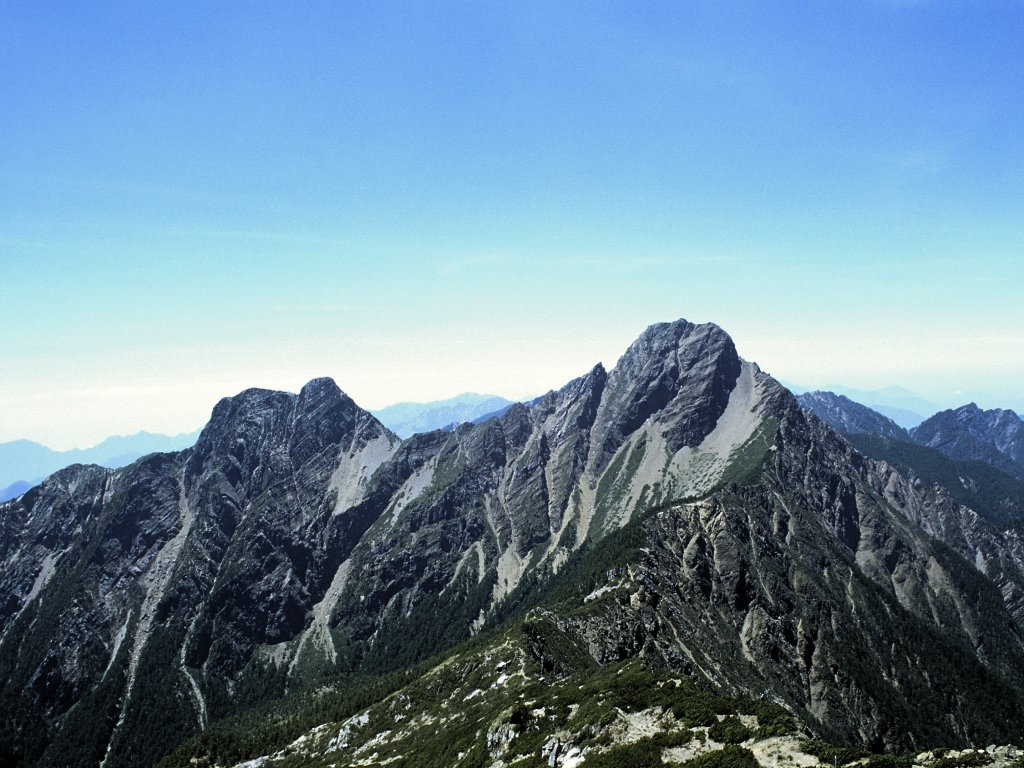
Yu Shan, na República da China

| N.º | Pico    | País   | Altitude (m) | Proeminência (m) | Colo (m) |
| --- | ------- | ------ | ------------ | ---------------- | -------- |
| 1   | Yu Shan | Taiwan | 3952         | 3952             | 0        |
| 2   | Xueshan | Taiwan | 3886         | 1932             | 1954     |

## Sul daÍndiaeSri Lanka

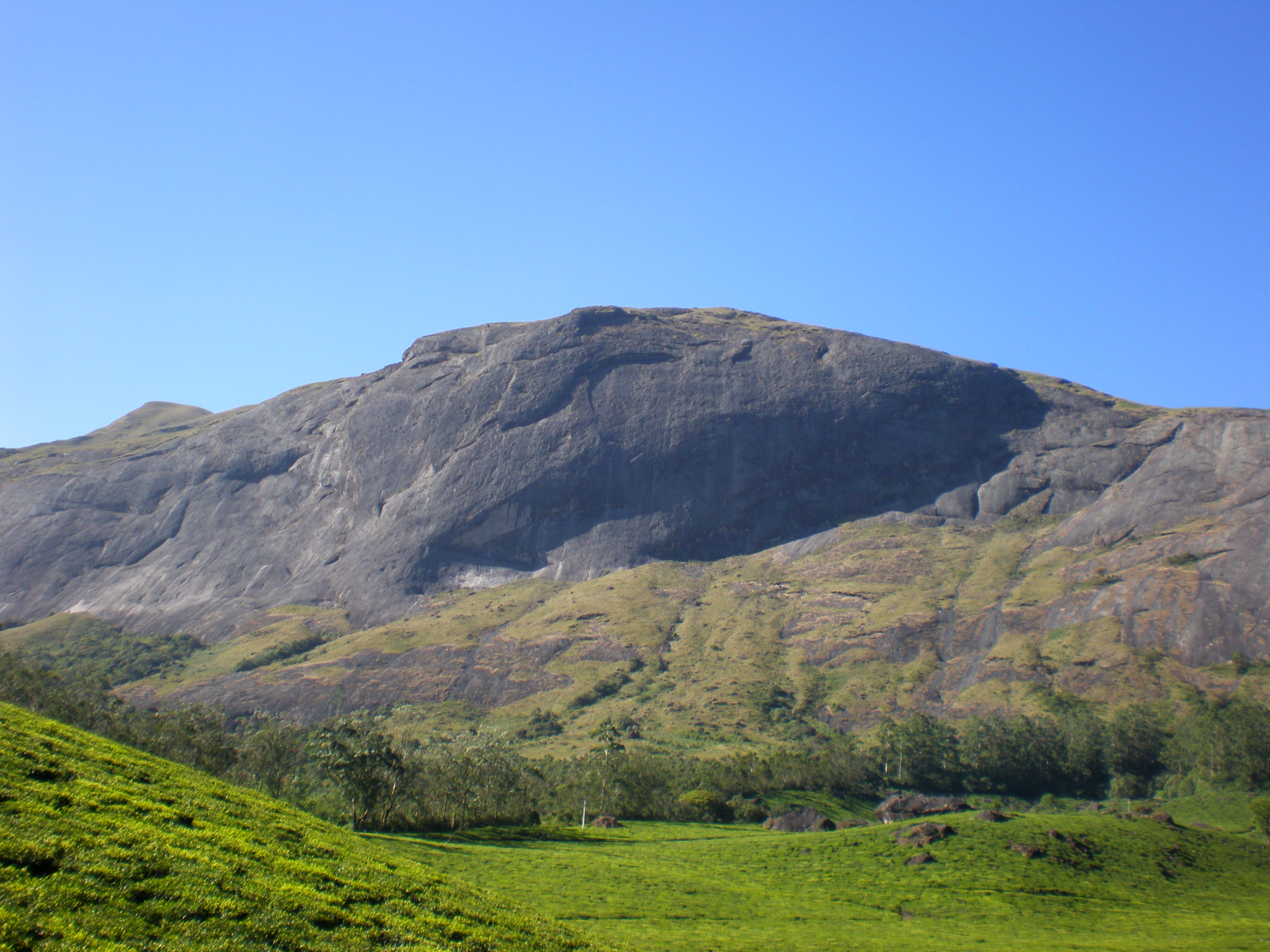
Anamudi, Índia

| N.º | Pico           | País      | Altitude (m) | Proeminência (m) | Colo (m) |
| --- | -------------- | --------- | ------------ | ---------------- | -------- |
| 1   | Pidurutalagala | Sri Lanka | 2524         | 2524             | 0        |
| 2   | Anamudi        | Índia     | 2694         | 2479             | 125      |
| 3   | Doddabetta     | Índia     | 2636         | 2256             | 380      |
| 4   | Elivai Malai   | Índia     | 2088         | 1540             | 548      |